# プレ日本選手権
プレ日本選手権（プレにほんせんしゅけん）は、新日本プロレスが1978年11月17日から12月16日にかけて開催した、プロレスのリーグ戦である。

## 概要
新日本プロレスを創設したアントニオ猪木は、プロレスラーの実力日本一を決定する日本選手権大会の構想を長年計画しており、その準備段階として、新日本所属選手とフリーの日本人選手を中心としたリーグ戦『プレ日本選手権』の開催を発表した。しかし、新日本プロレスと冷戦状態にあった全日本プロレスのジャイアント馬場は猪木の呼びかけに応じず、当時提携していた国際プロレスに協力する形で、国際プロレスが同時期に開催した『日本リーグ争覇戦』にジャンボ鶴田らの選手を派遣、対抗意識を強めた。
しかしその後、国際プロレスと全日本プロレスの間に不協和音が生じたこともあり、『日本リーグ争覇戦』優勝者である国際プロレスのラッシャー木村が、代表の吉原功と共に、12月16日に蔵前国技館で行われた『プレ日本選手権』決勝大会に来場し、両リーグ戦の優勝者同士による真の日本一決定戦をアピール。12月26日には新日本プロレスと国際プロレスによる『日本選手権シリーズ』を翌1979年に開催することを発表し、馬場にも出場を要請したが、馬場の出場はもちろん日本選手権シリーズも実現には至らなかった。
大会は、ヒロ・マツダをリーダーとしたフリー選手による「狼軍団」と新日本プロレスとの軍団抗争の様相を呈したが、その戦い方を巡って狼軍団内部にも対立が生じ、ストロングスタイル主体のヒロ・マツダ派（マツダ、マサ斎藤、剛竜馬）とラフファイト主体の上田馬之助派（上田、サンダー杉山）に分派するという騒動もあった。

## 大会方式
大会は予選リーグと、決勝トーナメントに分かれていた。

### 予選リーグ
以下の12選手による総当たり戦。
- 坂口征二
- ストロング小林
- 藤波辰巳
- 長州力
- 星野勘太郎
- 山本小鉄
- 木戸修
- 永源遙
- マサ斎藤
- サンダー杉山
- 剛竜馬
- 上田馬之助

当初はヒロ・オオタことヤス・フジイも狼軍団のメンバー候補に挙がっていたが、グリーンカードの申請中でアメリカから出国できず不参加となった。
試合は1試合45分1本勝負とし、勝利内容に応じて勝ち点を与える方式を採用。
- フォール・ギブアップ・不戦勝による勝利：5点
- リングアウト・反則による勝利：4点
- 引き分け（双方のリングアウトの場合も含む）：2点
- 負け：すべて0点

全11試合終了後の勝ち点上位8人が決勝トーナメントに進出する

### 決勝トーナメント
予選リーグ上位8人（藤波、小林、坂口、斎藤、長州、上田、星野、剛）に加え、予選免除のシード選手としてアントニオ猪木とヒロ・マツダを加えた10人によるトーナメント戦。決勝のみ60分、他は45分1本勝負だった。
決勝戦は予選シードの2名によって争われ、猪木がマツダを卍固めで下し、優勝を果たした。